# Max Schrems
Max Schrems, né en octobre 1987 à Salzbourg, est un activiste autrichien militant pour la protection des données privées. En octobre 2015, Max Schrems obtient l’invalidation, par la Cour de justice de l'Union européenne, de l’accord baptisé Safe Harbor, qui encadrait le transfert des données des internautes européens vers les États-Unis et leur utilisation par de nombreuses entreprises américaines, puis en juillet 2020, l’invalidation du Privacy Shield. Max Schrems a cofondé l'association de protection de la vie privée NOYB (None Of Your Business) en 2017.

## Biographie

### Protection des données personnelles et de la vie privée
Max Schrems dirige l'initiative « Europe vs Facebook », qui a pour vocation de pousser Facebook à « se mettre enfin en conformité avec le droit, en ce qui concerne la protection des données »,.
En 2009, il porte plainte contre une entreprise autrichienne de vidéosurveillance qui posait des caméras filmant l’espace public, une pratique illégale en Autriche. Il obtient gain de cause et le patron de la société visée est condamné.
En 2011, encore étudiant, il demande à Facebook une copie de toutes les données que l’entreprise détient sur lui. Conformément à la loi européenne, le réseau social finit par s’exécuter et lui envoie un CD-Rom contenant plus de 1 200 pages, référençant ses publications, ses messages privés et ses demandes d’amis : soit trois ans d’activité sur le site. Il se rend alors compte que des informations qu’il avait effacées de son compte sont toujours stockées chez Facebook,.
En octobre 2015, Max Schrems obtient l’invalidation, par la Cour de justice de l'Union européenne, de l’accord baptisé Safe Harbor, qui encadrait le transfert des données des internautes européens vers les États-Unis et leur utilisation par de nombreuses entreprises américaines, dont les géants du Web.
Le 2 décembre 2015 il porte plainte auprès des Autorités de protection de données irlandaise (DPC), allemande (BFDI) et belge (CPVP) pour que celles-ci interdisent à Facebook de transférer les données de ses utilisateurs européens vers les États-Unis. 
Dans les plaintes qu’il a déposées, Max Schrems propose à Facebook des solutions alternatives comme « déplacer les données en Europe, chiffrer les données stockées aux États-Unis ou revoir la structure de l’entreprise ».
Le 16 juillet 2020, la Cour de justice de l'Union européenne donne à nouveau raison à Max Schrems en invalidant le Privacy Shield, qui permettait de recourir à des prestataires certifiés aux Etats-Unis dans le cadre du traitement de données personnelles.
En mai 2023, Meta se voit infliger une amende historique de 1,2 milliard d’euros par les régulateurs européens. Cette amende est présentée comme la conséquence de la « croisade juridique » que Max Schrems a engagée contre la société américaine.

## Publications
- Kämpf um deine Daten (Combattez pour vos données), 2014
- Private Videoüberwachung (Droit de la vidéosurveillance privée), 2011

## Distinctions
- 2011 : Defensor Libertatis du chapitre autrichien des Big Brother Awards[11].
- 2013 : Privacy Champion Award de l'ONG américaine EPIC Electronic Privacy Information Center[12].
- 2013 : Internet and Society Award  de l'Oxford Internet Institute)[13].
- 2015 : Médaille Theodor Heuss pour son engagement en faveur de la "transparence, de la protection des données et de la vie privée"[14].
- 2016 : EFF Pioneer Award de l'ONG américaine  Electronic Frontier Foundation de protection des libertés sur Internet[15].
- 2017 : Forbes 30 under 30 Europe - Law & Policy 2017[16].
- 2021 : Le média Politico le classe parmi les 28 personnalités européennes les plus puissantes d'Europe, le distinguant dans la catégorie « Disrupteurs »[17].